# Fred Lipsius
Fed Lipsius, és un saxofonista, pianista i arranjador de jazz, nascut en el Bronx, Nova York, el 19 de novembre de 1943.
Va estudiar en el Berklee College of Music (1961-1962), i va tocar amb alguns grups locals abans d'integrar-se en la banda de jazz rock, Blood, Sweat & Tears, amb la qual va estar des de 1967 fins a 1972. Després, ha tocat amb músics com Cannonball Adderley, Thelonious Monk, Zoot Sims, Eddie Gomez, Al Foster, George Mraz, Larry Willis, Randy Brecker i molts altres. Ha gravat més de 30 àlbums com a acompanyant o com a capdavanter i, des de 1984, és professor titular de Berklee, a Boston.